# Dale (Pensilvania)
Dale es un borough ubicado en el condado de Cambria en el estado estadounidense de Pensilvania. En el año 2000 tenía una población de 1,503 habitantes y una densidad poblacional de 3,288.1 personas por km².

## Geografía
Dale se encuentra ubicado en las coordenadas 40°18′38″N 78°54′14″O / 40.31056, -78.90389.

## Demografía
Según la Oficina del Censo en 2000 los ingresos medios por hogar en la localidad eran de $21,591 y los ingresos medios por familia eran $28,456. Los hombres tenían unos ingresos medios de $23,077 frente a los $18,472 para las mujeres. La renta per cápita para la localidad era de $14,570. Alrededor del 21.8% de la población estaba por debajo del umbral de pobreza.